# Gulliver utazásai (film, 1996)
A Gulliver utazásai (eredeti cím: Gulliver’s Travels) 1996-ban bemutatott két részes brit-amerikai televíziós kalandfilm, amely Jonathan Swift azonos című története nyomán készült.

## Cselekmény
Első rész
Második rész

## Szereplők
| Szerep               | Színész            | Magyar hang (1. szinkron) | Magyar hang (2. szinkron) |
| -------------------- | ------------------ | ------------------------- | ------------------------- |
| Lemuel Gulliver      | Ted Danson         | Kőszegi Ákos              | Szakácsi Sándor           |
| Mary Gulliver        | Mary Steenburgen   | Kútvölgyi Erzsébet        | Kútvölgyi Erzsébet        |
| Dr. Bates            | James Fox          | Bács Ferenc               | Gáti Oszkár               |
| Grultrud farmer      | Ned Beatty         |                           |                           |
| Limtoc tábornok      | Edward Fox         |                           |                           |
| Dr. Parnell          | Robert Hardy       |                           |                           |
| Clustril             | Nicholas Lyndhurst |                           |                           |
| Lilliput császára    | Peter O’Toole      |                           | Velenczey István          |
| Lilliput császárnője | Phoebe Nicholls    |                           |                           |

További magyar hangok: Benkóczy Zoltán, Fazekas István, Forgács Gábor, Háda János, Horkai János, Hűvösvölgyi Ildikó, Konrád Antal, Nemes Takách Kata, Timkó Eszter, Versényi László